# Тетрадекан

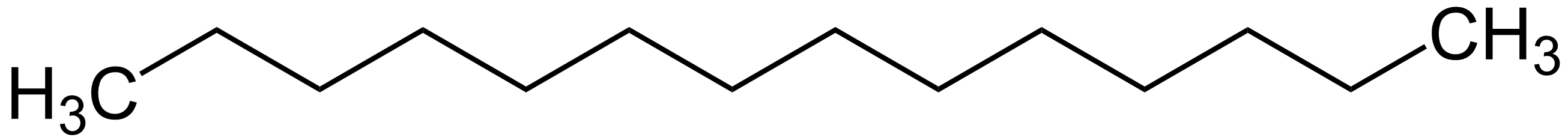
Тетрадекан

Тетрадекан CH3(CH2)12CH3 — ациклічний, насичений вуглеводень нормальної будови; безбарвна рідина.

## Фізичні властивості
Мол. маса 198,4;
Температура плавлення 5,863 °C;
Температура кипіння 253,52 °C;
Температура спалаху 99 °C;
Густина — 0,765 (20 °C, відносно води при 4 °C);
Показник заломлення — 1,4459 (20 °C);
Тиск пари (в мм рт.ст.): 1 (80 °C); 10 (121,9 °C); 40 (154 °C); 100 (179,5 °C); 400 (226,9 °C);
Легко розчиняється в диетіовому ефірі, етанолі. Не розчиняється у воді.

## Ізомерія
Теоретично можливо 1858 ізомерів з таким числом атомів.